# Болатти, Марио
Марио Ариэль Болатти (исп. Mario Ariel Bolatti; 17 февраля 1985, Ла-Пара, Кордова) — аргентинский футболист, выступавший на позиции центрального полузащитника.

## Клубная карьера
Болатти начал свою карьеру в 2003 году в клубе «Бельграно» в Примере В Насьональ. В 2006 году его клуб продвинулся в Примеру А, но спустя сезон опустился обратно в Примеру В, а Болатти перешёл в португальский клуб «Порту» в июле 2007 года.
В 2009 году Болатти отправился в полугодовую аренду в «Уракан». Он был выбран лучшим игроком Клаусуры-2009 аргентинским журналом Olé и внёс большой вклад в успешное выступление «Уракана» в чемпионате, чемпионство которого в последний день перехватил «Велес Сарсфилд».
18 января 2010 года Болатти перешёл в «Фиорентину».
9 февраля 2011 года Болатти стал игроком «Интернасьонала», подписав контракт на 4 года; сумма трансфера составила 4 млн евро.

## Национальная сборная
14 октября 2009 года Болатти, выйдя на замену в матче со сборной Уругвая, забил важнейший гол на 84-й минуте игры, что позволило сборной Аргентины попасть на чемпионат мира.

## Достижения
- Чемпион Португалии (2): 2007/08, 2008/09
- Чемпион штата Риу-Гранди-ду-Сул (2): 2011, 2012
- Обладатель Кубка Португалии (1): 2008/09
- Обладатель Рекопы (1): 2011